# Rhodoquine
La rhodoquine, ou 710 F, est un médicament antipaludique utilisé dans les années 1930. C'est un dérivé quinoléique, qui ne diffère de la plasmoquine que par sa chaîne diaminée.

## Histoire
La structure du premier antipaludique de la série des amino-8 quinoléines, la plasmoquine, ou pamaquine, n’est divulguée qu’en 1928. À cette époque, divers chercheurs britanniques, français et russes ont déjà une idée des rapports qu’entretiennent la structure chimique et l’action antipaludique de ces dérivés de la quinoléine. Le laboratoire de chimie thérapeutique de l’Institut Pasteur se met donc à la recherche d’un composé actif et, en 1930, Ernest Fourneau et ses collaborateurs synthétisent la rhodoquine. Capable, à une dose quatre fois inférieure à celle de la plasmoquine, de faire descendre à 0 le nombre des parasites chez une partie des oiseaux inoculés, la molécule est alors essayée sur l’homme avec succès par Henri Monier, du laboratoire d'Émile Marchoux. « Associée à la quinacrine (atébrine), elle sera utilisée avec autant d’efficacité que la plasmoquine dans des expériences antipaludiques de grande envergure entreprises dans des régions infestées ».
En association cette fois avec la plasmoquine, elle est restée assez largement employée en France jusque dans les années 1980 sous le nom de Rhodopraequine,. Elle n'est plus employée aujourd'hui, non plus que la plasmoquine.